# Liste der Monuments historiques in Chalette-sur-Voire
Die Liste der Monuments historiques in Chalette-sur-Voire führt die Monuments historiques in der französischen Gemeinde Chalette-sur-Voire auf.

## Liste der Objekte
| Bezeichnung                  | Beschreibung                                                                                                  | Standort                                     | Kennzeichnung | Schutzstatus | Datum | Bild |
| ---------------------------- | --- | -------------------------------------------- | ------------- | ------------ | ----- | ---- |
| Skulptur Madonna mit Kind    | Kalkstein, farbig gefasst, 16. Jahrhundert                                                                    | in der Kirche Assomption-de-la-Vierge (Lage) | PM10000386    | Classé       | 1913  |      |
| Hauptaltar                   | Altartisch, Retabel und Tabernakel; Holz, farbig gefasst und vergoldet, 17. Jahrhundert; zugehörig PM10000391 | in der Kirche Assomption-de-la-Vierge (Lage) | PM10003074    | Classé       | 1977  |      |
| Drei Gemälde                 | Ölfarbe auf Leinwand, 17. Jahrhundert                                                                         | in der Kirche Assomption-de-la-Vierge (Lage) | PM10000391    | Classé       | 1977  |      |
| Skulptur einer Heiligen      | Kalkstein, farbig gefasst und vergoldet, 16. Jahrhundert                                                      | in der Kirche Assomption-de-la-Vierge (Lage) | PM10003073    | Classé       | 1913  |      |
| Sessel                       | Holz, 18. Jahrhundert; 2000/01 gestohlen                                                                      | in der Kirche Assomption-de-la-Vierge (Lage) | PM10000390    | Classé       | 1977  |      |
| Weihwasserbecken             | Gusseisen, 16. Jahrhundert                                                                                    | in der Kirche Assomption-de-la-Vierge (Lage) | PM10000388    | Classé       | 1913  |      |
| Kirchenfenster               | aus dem 16. Jahrhundert                                                                                       | in der Kirche Assomption-de-la-Vierge (Lage) | PM10000389    | Classé       | 1913  |      |
| Skulptur Segnender Christus  | Holz, farbig gefasst, 16. Jahrhundert                                                                         | in der Kirche Assomption-de-la-Vierge (Lage) | PM10003689    | Inscrit      | 1978  |      |
| Skulptur Johannes der Täufer | Kalkstein, farbig gefasst und vergoldet, 16. Jahrhundert                                                      | in der Kirche Assomption-de-la-Vierge (Lage) | PM10000387    | Classé       | 1913  |      |